# Choe Mi-gyong
Choe Mi-gyong (17 de janeiro de 1991) é uma futebolista norte-coreana que atua como meia.

## Carreira
Choe Mi-gyong integrou o elenco da Seleção Norte-Coreana de Futebol Feminino, nas Olimpíadas de 2012, foi a única a tomar cartão vermelho na competição. 